# Ojos del Salado
Ojos del Salado este cel mai înalt vulcan activ de pe Terra, având înălțimea de 6.893 m. Se află în America de Sud, în Anzii Cordilieri, la granița dintre Argentina și Chile.